# Kathleen Frontzek
Kathleen Frontzek (* 5. Oktober 1993 in Kirchheim bei Erfurt) ist eine deutsche Schauspielerin.

## Leben
Kathleen Frontzek stammt aus einer künstlerischen Familie, auch ihre Geschwister Lisanne Frontzek und Adrian Frontzek haben den Schauspielberuf ergriffen.
Ihr Filmdebüt gab sie 2005 in der Märchenadaption Rotkäppchen, in der sie die Titelrolle verkörperte. Im darauffolgenden Jahr spielte sie die Rolle der Lilly in der Episode Gebot 1 – Ich bin der Herr, dein Gott. Du sollst keine anderen Götter haben neben mir. der TV-Serie Unsere zehn Gebote. 2008 wirkte sie als Kim Larsson in einer Folge der Kriminalserie Der Kommissar und das Meer mit. 2009 sah man sie in dem Kurzfilm Das Interview.
2011 verkörperte Frontzek Carmen Dressler in der Kinder- und Jugendserie Schloss Einstein die Tochter der Chefin der Erfurter Modeakademie, die die Entwürfe von Corinna Schmidt (Luisa Liebtrau) für ihre eigenen ausgibt, um den Ausbildungsplatz zu bekommen. 2015 sah man sie in der Episode Leah – Plötzlich Mama in der Sat.1-Serie In Gefahr – Ein verhängnisvoller Moment.

## Filmografie
- 2005: Rotkäppchen (TV), Regie: Klaus Gietinger
- 2006: Unsere zehn Gebote (TV-Serie) – Gebot 1 – Ich bin der Herr, dein Gott. Du sollst keine anderen Götter haben neben mir., Regie: Cornelia Grünberg
- 2008: Der Kommissar und das Meer (TV-Serie) – Sommerzeit, Regie: Anno Saul
- 2009: Das Interview (Kurzfilm), Regie: Fabian Schmalenbach
- 2011: Schloss Einstein, Regie: Irina Popow
- 2015: In Gefahr – Ein verhängnisvoller Moment (Folge: Leah – Plötzlich Mama), Regie: Daniela Griesser